# Nan Ling
Das Nan Ling auch Nanling-Gebirge (南嶺山脈 / 南岭山脉,  Nánlǐng Shānmài), kurz auch Nan Ling bzw. Nanling (南嶺 / 南岭,  Nánlǐng – „Südliches Gebirge“) genannt, ist ein Gebirge in Südchina, das sich an der Grenze der Provinzen Hunan, Jiangxi, Guangdong und des Autonomen Gebiets Guangxi hinzieht. 
Es bildet die Wasserscheide zwischen dem Jangtsekiang und dem Perlfluss und stellt eine natürliche Grenzlinie Südchinas dar. Auf einer Länge von ca. 600 Kilometern verläuft es in Westost-Richtung und ist ca. 200 km breit. Ein weiterer Name für das Gebirge ist Wuling-Gebirge (五嶺山脈 / 五岭山脉,  Wǔlǐng Shānmài), auch als Wu Ling bzw. Wuling (五嶺 / 五岭,  Wǔ Lǐng – „Fünf Gebirge“) bekannt, da es aus den fünf großen Gebirgsketten Yuecheng (越城嶺 / 越城岭,  Yuèchéng Lǐng), Dupang (都龐嶺 / 都庞岭,  Dōupáng Lǐng), Mengzhu (萌渚嶺 / 萌渚岭,  Méngzhǔ Lǐng), Qitian (騎田嶺 / 骑田岭,  Qítián Lǐng) und Dayu (大庾嶺 / 大庾岭,  Dàyǔ Lǐng) besteht. Auch das Jiulian-Gebirge (九連山 / 九连山,  Jiǔlián Shān) an der Grenze zwischen Jiangxi und Guangdong zählt dazu. Im Gebiet südlich des Gebirges herrscht tropisches Klima.